# Émile Krieps
Émile Krieps (Differdange, 4 de gener de 1920 – Ciutat de Luxemburg, 30 de setembre de 1998) fou un militar i polític luxemburguès, líder de la resistència i militant del Partit Democràtic. Krieps va servir als governs de Pierre Werner i Gaston Thorn.
Pels seus serveis durant la Segona Guerra Mundial, Krieps va rebre condecoracions de diversos països, incloent les Creus de Guerra de Luxemburg, Bèlgica i França, així com la Medalla Reial al Coratge britànica.

## Biografia
Nascut a Differdange el 4 de gener de 1920, Krieps va estudiar per convertir-se en professor, donant classes al nord del país, a Derenbach. Posteriorment assistiria a diverses acadèmies militars, al Regne Unit i a Fort Leavenworth, als Estats Units.

### Resistència
En el transcurs de la Segona Guerra Mundial, l'Alemanya nazi va envair i annexar-se Luxemburg el 10 de maig de 1940. Juntament amb Josy Goerres, Krieps va fundar l'organització de resistència "Service d'Action et de Renseignement des Patriotes Indépendants" (SAR-PI-MEN). El seu objectiu era ajudar a luxemburguesos i a Presoners de Guerra a marxar per la frontera francesa.
El 19 de novembre de 1941 va ser arrestat per la Gestapo i enviat al Camp de concentració de Hinzert. Tot i així, fou alliberat el 20 de maig de 1942 per raons mèdiques, començant a treballar de seguida amb el PI-MEN a Differdange, el bastió de la resistència. En aquell moment ja havia perdut el seu lloc de treball com a professor. Aviat marxà al sud de França, on treballà per l'organització resistent coneguda com a "Famille Martin" o "Service Zéro". El novembre de 1942 marxà a Espanya a través dels Pirineus. Allí fou arrestat de nou i internat al Camp de Miranda de Ebro, on s'hi està fins al 31 de març de 1943, quan fou alliberat juntament amb 12 luxemburguesos més.
Finalment aconseguí arribar a la Gran Bretanya, a través de Portugal, el 29 de juny de 1943, on es va unir a l'exèrcit belga, rebent entrenament com a paracaigudista i a l'Escola d'Intel·ligència Militar britànica. A Londres també va tenir la oportinutat de participar en una de les sessions del govern luxemburguès a l'exili, podent lliurar un detallat informe de l'estat de la Luxemburg ocupada. També va suggerir ajuda immediata pels luxemburguesos que encara estaven internats a Espanya.
El maig de 1944 va ser ascendit a sergent de l'exèrcit luxemburguès. El 4 de juliol de 1944 va ser llançat amb paracaigudes sobre la Bèlgica ocupada, concretament al sud del país. Posteriorment participaria en l'alliberament de Luxemburg, unint-se a l'exèrcit luxemburguès amb el grau de Tinent.

### Post-guerra
El 1946, el membre de la resistència Norbert Gomand fou portat davant d'un tribunal per part del govern, acusat de difamació, ja que al seu diari L'Indépendant havia acusat al govern a l'exili de traïció i negligència al fallar en proporcionar més ajuda als luxemburguesos sota ocupació alemanya. En el judici que va seguir, conegut com el "Judici Gomand", Krieps va ser un dels testimonis que va donar suport a Gomand, potser el més prominent del total de 114 testimonis. Krieps va criticar durament al govern, guanyant-se l'enemistat d'alguns dels seus ministres.
Poc més tard, aquell mateix any, en connexió amb el Judici Gomand, Krieps es va veure implicat en el conegut com a "Putsch dels oficials", un presumpta cop d'estat. El 2 d'agost de 1946, a les 5:00 del matí, Émile Krieps, el Tinent Robert Winter, el Comandant Rudy Ensch i el Tinent Jean Juttel, tots oficials de l'exèrcit i membres de la resistència, van ser arrestats per la Sûreté. Van ser acusats d'haver planejat un cop d'estat contra el Govern d'Unitat Nacional dirigit per Pierre Dupong. Després d'un dia van ser alliberats, no obstant, per part del jutge encarregat del cas. Un altre dels arrestats, el també membre de la resistència Albert Wingert, no va ser alliberat fins al cap de 9 dies, passant aquest temps confinat en solitari.
Posteriorment es faria evident que no hi havia hagut cap intent de cop, i que el ministre d'afers exteriors Joseph Bech havia estat al darrere de les detencions, utilitzant aquest suposat cop com a excusa. En tot cas, l'acusació contra Krieps i els altres es va tancar el 30 d'octubre d'aquell mateix any.
El 1967 Krieps va ser ascendit a Tinent-Coronel de l'exèrcit luxemburguès. Quan el servei militar obligatori va ser abolit, el 31 de desembre d'aquell any, Krieps va deixar l'exèrcit i va passar-se a la política, unint-se al Partit Democràtic l'1 de gener de 1968.

## Vida política
Al Partit Democràtic, Krieps es va convertir en membre del comitè executiu, així com secretari i president de la circumscripció Centre del país.
El 18 de març de 1969 va ser escollit com a membre de la Cambra de Diputats de Luxemburg, en substitució de Camille Polfer, que havia estat ascendida a comissionada pels esports. A més, a partir de l'1 de gener de 1970 i fins al 7 de juliol de 1971, va ser regidor de Ciutat de Luxemburg.
El 9 de juliol de 1971 es va unir al segon govern Werner-Schaus com a secretari d'estat al Ministeri de l'Interior, amb responsabilitats en conservació natural i planejament constructiu en comunes i ciutats. El 15 de juny de 1974 es va convertir en Ministre de Salud, Medi Ambient, Administració Pública i Exèrcit al govern de Thorn. També esdevingué Ministre d'Esports el 16 de setembre de 1977.
Entre el 16 de juliol de 1979 i el 20 de juliol de 1984 fou Ministre de Salud, Esports i Exèrcit del govern de Werner-Thorn.
Com a Ministre de Salud, Krieps deixà un llarg llegat, entre el que s'inclou la llei que creà el "Centre Hospitalier", així com un sistema sanitari que iguala la balança entre la salut pública i privada; l'ampliació del centre termal de Mondorf; la modernització de la "Maison de Santé" de Vianden, la llei del nou pavelló d'Ettelbrück i de l'hospital "Princesse Marie-Astrid" (HPMA) de Differdange. També va realitzar reformes en geriatria, medicina preventiva i atenció mèdica per dones embarassades i nens petits, introduint l'examen prenupcial, un examen mèdic previ al matrimoni.
Després de les eleccions de 1984 el Partit Democràtic va abandonar el govern, i Krieps va ocupar el seu lloc a l'oposició representant la circumscripció Centre, lloc que ocupà fins al 1994, moment en què es retirà de la seva activitat política.
Krieps també va ser un dels cofundadors de l'Association des Luxembourgeois al Regne Unit. Durant molts anys, i fins a la seva mort, va ser president de l'"Association des Anciens Combattants de la Guerre 1940-1945 et des Forces des Nations Unies", i vicepresident de la "Fédération Mondiale des Anciens Combattants".
Fins a la seva mort, va estar treballant en els preparatius del 80è aniversari de l'armistici de 1918.
També va estar connectat al Tennis de taula; durant la seva joventut va jugar pel club Cercle Ping-Pong Differdange. Entre 1964 i 1972 va ser el president de la Fédération luxembourgeoise de tennis de table. Durant molts anys també va ser el president honorífic del Cercle Para Luxembourg, un club de paracaigudistes.
La tarda del 30 de setembre de 1998, Krieps va morir després d'una operació practicada a la Clinique Ste-Elisabeth de Ciutat de Luxemburg, a l'edat de 78 anys.
Durant la guerra Krieps va conèixer la seva futura muller, Ursula Janet Brennan, al Regne Unit. Es van casar el 6 de març de 1944 a Londres. Van tenir tres fills, dos nois i una noia. El seu fill Alex Krieps també fou un membre actiu del Partit Democràtic, així com de la Cambra de Diputats.

## Honors
- Creu de Guerra (Luxemburg)
- Gran Oficial de l'Orde d'Adolf de Nassau (Luxemburg)
- Creu de Guerra (Bèlgica)
- Creu de Guerra (França)
- Cavaller de la Legió d'Honor (França)
- Medalla Reial al Coratge (Regne Unit)
- Ciutadà honorífic de la ciutat de Differdange

## Obres
- In geheimer Mission. Korspronk: bulletin des Amis de l'histoire Differdange, No. 17 (1998), Differdange. pàgs. 153-157.
- Differdange, centre de la résistance et de l'évasion. 50e anniversaire de la Fondation de la Section de Differdange de la Ligue des prisonniers et déportés politiques. Differdange. pàgs. 31-34.
- À la mémoire d'Albert Stoltz: grand résistant et combattant allié. Tageblatt. 27 d'abril 1990. pàg. 19. També a: Luxemburger Wort. 25 d'abril 1990. pàg. 8.
- 1881-1981: L'histoire de la Force publique luxembourgeoise. Lëtzebuerger Journal. Vol. 84, Núm. 262 (1981). pàg. 2.